# Klaas Anne Terpstra

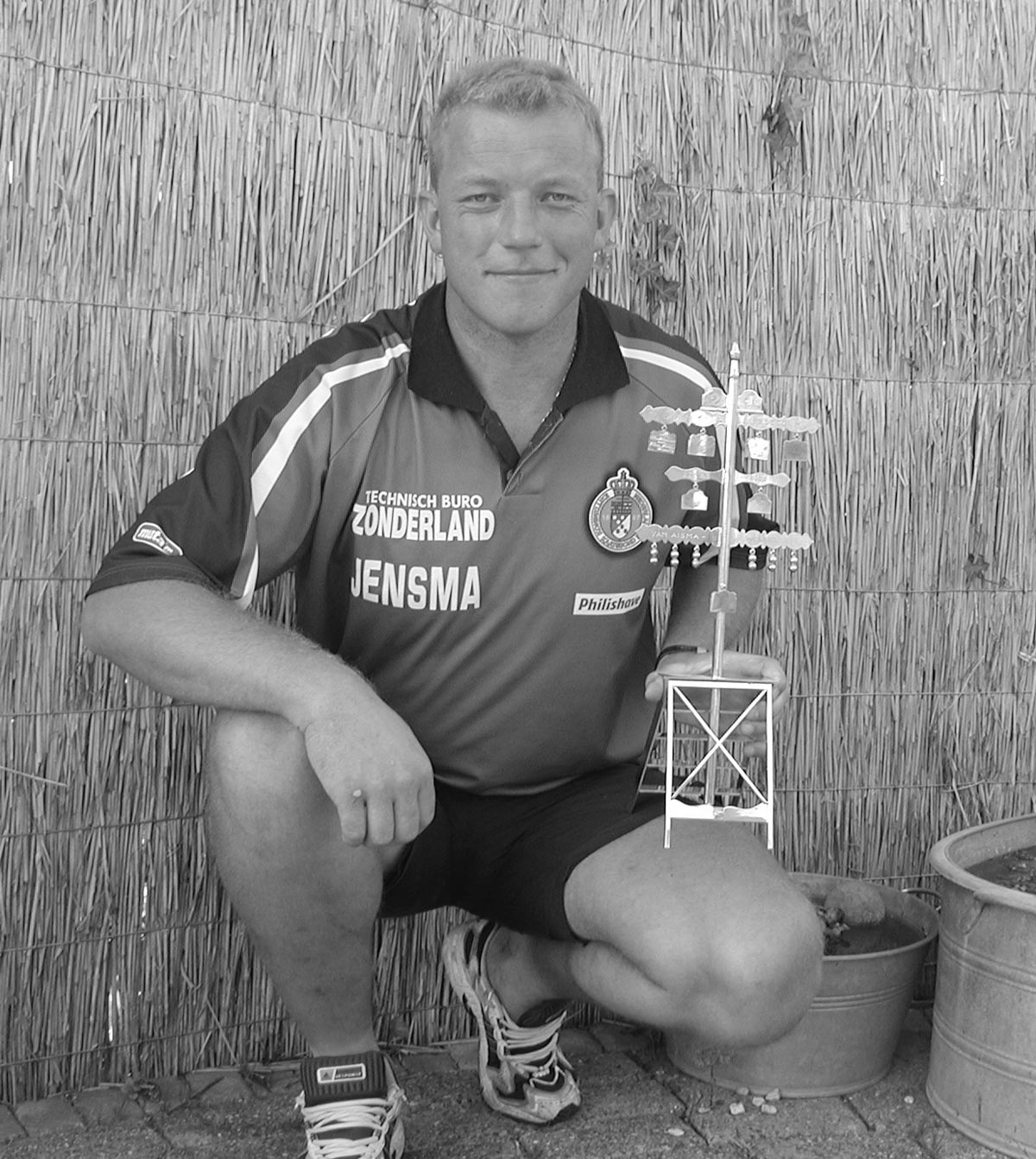
Klaas Anne Terpstra

Klaas Anne Terpstra (Leeuwarden, 13 juli 1971) was een zeer succesvol kaatser uit het Friese dorp Minnertsga.
Terpstra won zowel in 1995 als in 2000 de PC als het Nederlands Kampioenschap. In 2000 werd hij uitgeroepen tot koning op de PC. Ook andere klassieke kaatspartijen als de Van Aismapartij, de Rengersdag en de Oldehovepartij staan op zijn erelijst.
In 1991 maakte hij zijn entree in de hoogste klasse van de KNKB. Pas op 7 september van dat jaar, tegen het einde van het seizoen, behaalde hij zijn eerste succes, toen hij samen met Piet Jetze Faber en Erik Seerden voor het eerst (verliezend) finallist was. Hij zou in zijn carrière in totaal 130 finales kaatsen, waarvan hij er 70 winnend wist af te sluiten. Hij won daarnaast nog eens 63 3e prijzen zodat zijn puntentotaal voor het klassement aller tijden uitkwam op 393.
Klaas Anne Terpstra kaatste zijn laatste partij op het hoogste niveau op 19 september 2004. Hij stond op dat moment 34e de ranglijst aller tijden.